# Mansion (Saint Kitts i Nevis)
Mansion – miasto w Saint Kitts i Nevis, na wyspie Saint Kitts. W 2013 roku liczyło 875 mieszkańców.